# Medalha Sir John William Dawson
A Medalha Sir John William Dawson   é uma concessão da Sociedade Real do Canadá, instituída em  1985, para "contribuições importantes e sustentadas por um indivíduo em pelo menos  dois domínios diferentes".
A medalha foi nomeada em honra ao primeiro Presidente da Sociedade,  John William Dawson (1882-1883), que foi um notável cientista e educador canadense.
A distinção é concedida a cada dois anos. Além da medalha de prata,  o agraciado é recompensado com uma quantia em dinheiro de $2,500.

## Laureados[1]
- 1987 - Gérard Dion
- 1987 - Kenneth Hare
- 1989 - Henry Thode
- 1991 - Ursula Franklin
- 1993 - Fraser Mustard
- 1995 - Pierre Dansereau
- 1997 - David Regan
- 1999 - Guy Rocher
- 2001 - Maurice Ptito
- 2003 - Martin Friedland
- 2005 - Jean-Charles Chebat
- 2007 - Roderick Alexander Macdonald
- 2009 - Kenneth G. Standing
- 2011 - Keith W. Hipel
- 2013 - Rhoda E. Howard-Hassmann
- 2015 - John K Tsotsos